# الموود (ایلینوی)
الموود، ایلینوی (به انگلیسی: Elmwood, Illinois) یک شهر در ایالات متحده آمریکا با جمعیت ۱٬۹۴۵ نفر است که در ایلی‌نوی واقع شده‌است.

## موقعیت جغرافیایی
موقعیت جغرافیایی شهرها و مناطق اطراف به شرح زیر است: